# Ignácio Parreiras Neves
Ignácio Parreiras Neves (* 1730 ? in Vila Rica; † 1794 ebenda) war ein brasilianischer Komponist.

## Leben
Neves wirkte als Sänger, Dirigent und Komponist in Vila Rica. Von seinen Kompositionen sind ein Credo, ein Teil einer Messe, das Oratorio do Menino Jesús, eine Ladainha sowie eine Trauermusik zum Tode des portugiesischen Königs Dom Pedro III. erhalten.